# Pravý Hradec
Pravý Hradec je raně středověké hradiště v lokalitě Na Hradisku na jihozápadním okraji Klecan v okrese Praha-východ. Od roku 1958 je chráněno jako kulturní památka ČR.

## Historie
Ostrožna byla osídlena již ve starší době bronzové v období únětické kultury. V raném středověku na ní vzniklo hradiště s nejasnou funkcí. Blízký Levý Hradec byl lépe chráněný přirozenými svahy, poskytoval dostatečnou rovnou plochu vhodnou k osídlení a dostatek stavebního materiálu. Kromě toho byl tradičním knížecím sídlem spojeným s počátky křesťanství. Emanuel Šimek předpokládal strategickou souvislost hradiště s brodem přes Vltavu. Kromě toho umožňuje přímou viditelnost na Pražský hrad.
Klecanské hradiště bylo známé od devatenáctého století, kdy J. L. Píč popsal polohu Na Valech, ale sám žádné stopy hradiště nenalezl. První archeologický výzkum vedený Vladimírem Martincem proběhl v roce 1965. Pomohl určit podobu opevnění, odkryl sídlištní jámu únětické kultury a pozůstatky několika staveb a datoval existenci hradiště do dvanáctého století. Další výzkum provedli v roce 2000 Ivan Krutina a Naďa Profantová, kteří odkryli slovanské pohřebiště z desátého století s hroby příslušníků vyšší společenské vrstvy, které umožňují předpokládat existenci hradiště již v desátém století.

## Stavební podoba
Jednodílné hradiště o rozměrech přibližně 300 × 200 metrů s rozlohou 5,8 hektaru se nachází na ostrožně vybíhající ze Zdibské tabule. Je vymezeno srázy k roklím na jihovýchodě a severovýchodě, na jihozápadě je strmý sráz k Vltavě s převýšením čtyřicet metrů. Šíje ostrožny je široká asi sto metrů. Severní část je poškozena těžbou kamene a zástavbou města.
Z obvodové hradby se dochoval jen nevýrazný val, před kterým se na čelní straně nacházel příkop. Původní šíjová hradba byla mohutnější než zbytek obvodového opevnění. Hradba na severozápadní straně byla široká 4,5 metru a měla dřevěnou komorovou konstrukci, při jejíž stavbě bylo použito dřevo jehličnanů. Přední stranu zesilovala stěna z nasucho kladených kamenů (opuka, břidlice) nejasné tloušťky, zatímco vnitřní stranu tvořilo dřevěné roubení silné patnáct centimetrů. Šířku čelní kamenné plenty se podařilo určit na jihovýchodní straně, kde dosahovala 150 centimetrů. Za ní následovala stěna z černé hlíny se zbytky dubových trámů široká tři metry a vrstva šedé hlíny široká osm metrů a zakončená téměř dva metry širokou destrukcí menších kamenů. Na severní straně mohl být součástí opevnění chráněný přístup k vodě.
Podle Nadi Profantové musel na hradišti stát na přelomu desátého a jedenáctého století dřevěný či kamenný kostel a na základě výsledků geomagnetického průzkumu bylo hradiště rozčleněné na více částí. Ani jedna skutečnost však nebyla archeologicky prokázána.